# Enrique Fernández (dessinateur)
Pour les articles homonymes, voir Enrique Fernández.
Enrique Fernández Peláez, né à Barcelone en 1975, est un dessinateur, animateur et scénariste espagnol, qui signe sous le nom d'Enrique Fernández.

## Biographie
Enrique Fernández Peláez a suivi les cours des Beaux-Arts, qu'il n'a pas  terminé.
Impressionné par le film d'animation Pocahontas, il suit en 1995 un cours d'animation et il travaille sur diverses productions, en réalisant des storyboards pour La Légende du Cid (2003) et Nocturna, la nuit magique (2007).
À partir de 2004 il signe divers travaux pour le marché français, aussi bien Les Libérateurs (Paquet, 2005), Le Magicien d'Oz (2005-2006), une adaptation de l'oeuvre homonyme de Lyman Frank Baum sur un scénario de David Chauvel, et La Mère des Victoires (2008).
En 2009, il publie L'île sans sourire, dans lequel il réfléchit sur l'isolement et l'espoir, il prend pour référence l'œuvre de Hayao Miyazaki.
En 2012, il lance sur Verkami (es) un financement participatif pour autoéditer la bande dessinée Brigada, qui aboutira à une trilogie.
Suivent encore la bande dessinée Aurore (2012), Les contes de l'ère du cobra (2013) et Nima (2017).
Après le Magicien d'Oz, le diptyque Hammerdam en 2021 est sa deuxième incursion dans la bande dessinée jeunesse, reconnue par la critique pour son univers original et fantaisiste.
En 2021, il soumet Limbo Hotel à un financement participatif, par le biais de Spaceman project, une plateforme européenne spécialisée dans les bandes dessinées. L'album est financé et publié en 2023.

## Récompenses
Pour l'Île sans sourire (2009), il reçoit plusieurs récompenses :
- en 2010 le « Prix ActuaBD / Conseil Général des Jeunes de Charente » du Festival International de la Bande dessinée à Angoulême[5],
- en 2010, une nomination dans la catégorie Meilleur Dessin du Salon International de la Bande dessinée (Salón Internacional del Cómic) de Barcelone ,
- en 2011, l'un des trois second prix (argent) ex-aequo de la quatrième édition du Prix International du manga, qu'attribue le Ministère des Affaires étrangères du Japon à des mangakas étrangers[6].

En 2018 il obtient le Prix du meilleur coloriste pour Nima lors de la deuxième édition du Prix Carlos Giménez à la Heroes Comic Con (es) de Madrid.